# Словацьке повстання (1848—1849)
Словацьке повстання – один з випадків Весни народів, що мав місце у 1848–1849 рр.
Від початку європейських революцій визвольний рух у Словаччині, яка за меттерніхівського режиму перебувала під подвійним гнітом — австрійської бюрократії та угорських аристократів, орієнтувався на повсталу Угорщину. Словаки вітали створення в ній ліберального уряду. Але неповне вирішення ним селянської проблеми послужило ґрунтом для широких аграрних заворушень, на боротьбу з якими було направлено угорські військові загони.
Повстання здійснили члени Словацького добровольчого корпусу. Метою бійців було добитись від угорців прав на самовизначення. Повстанці змогли зайняти кілька районів Словаччини і підняти за собою частину селянства у Брезовій.
Сформований у квітні Словацький національний комітет скликав 10 травня Національні збори, які окремим маніфестом задекларували необхідність територіальної автономії краю у складі угорської держави, власного представницького органу (сейму), визнання словацької мови офіційною, запровадження національного шкільництва. Ці прагнення словаків угорський уряд кваліфікував як «австрійську інтригу». З угорсько-словацького напруження скористався віденський двір: організований під командуванням австрійських офіцерів словацький легіон у складі двох полків став союзником Австрії у її війні проти Угорщини. Водночас багато словацьких патріотів продовжували виборювати свободу батьківщини у лавах угорської армії. Придушення угорської революції в 1849 відкрило шлях до поновлення габсбурзької системи гноблення й на словацьких землях.